# 390. strelska divizija (ZSSR)
390. strelska divizija (izvirno rusko 390. стрелковая дивизия; kratica 390. SD) je bila strelska divizija Rdeče armade v času druge svetovne vojne.

## Zgodovina
Divizija je bila uničena maja 1942 med bitko za Kerč in ustanovljena septembra 1942.